# Орфей

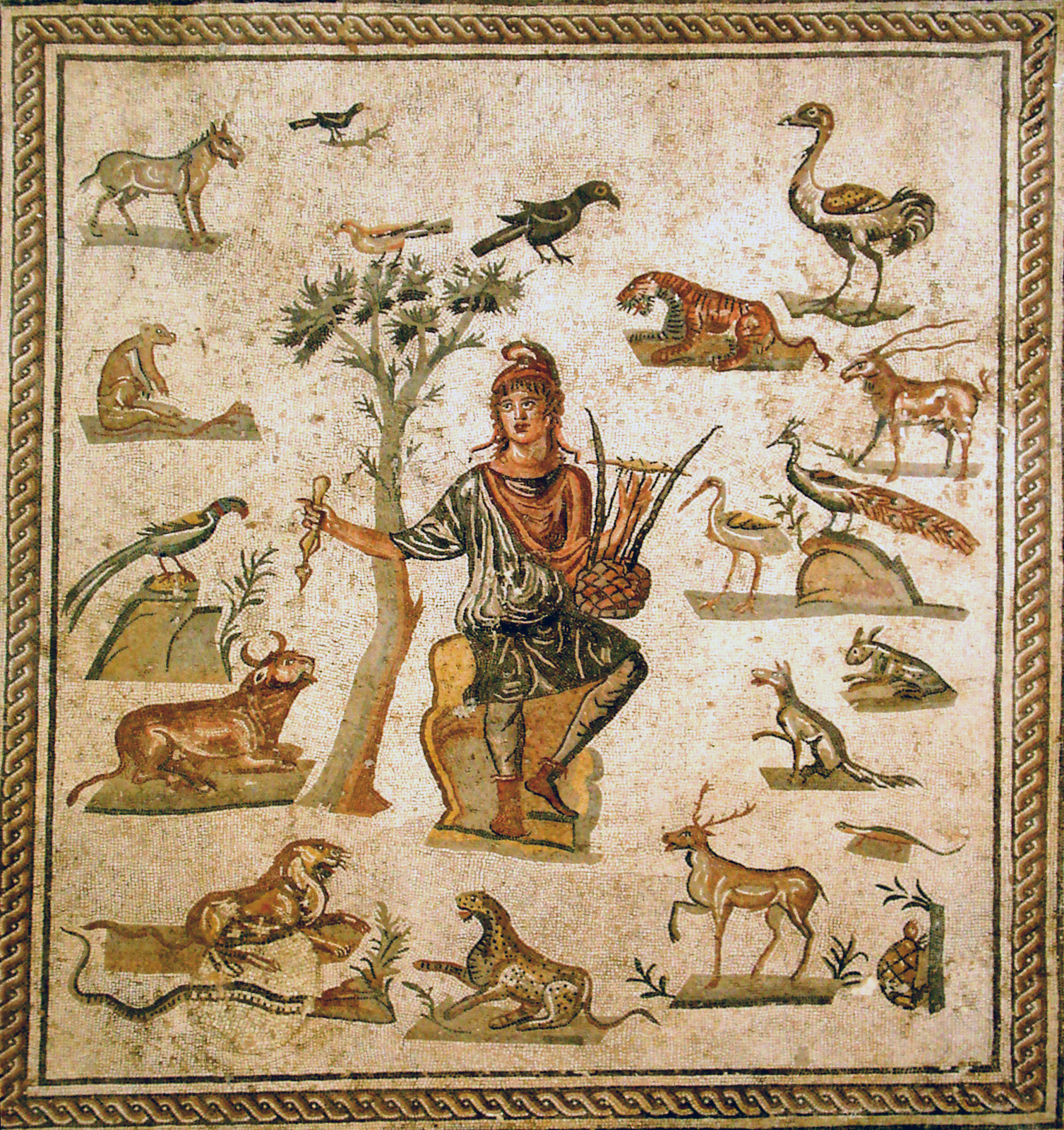
Звірі слухають музику Орфея. Давньоримська мозаїка з Палермо.

Орфе́й (дав.-гр. Ὀρφεύς) — напівміфічний уславлений співець і поет, персонаж давньогрецької міфології. Син річкового бога — фракійського царя Еагра (за іншими міфами — Аполлона) та музи Калліопи. Був настільки талановитим, що слухати його музику й пісні сходилися не тільки люди, а й звірі та, навіть, дерева зі скелями.
У сучасній мові Орфей в переносному значенні — чудовий співець і музикант.

## У міфології

Місця діянь Орфея

Орфей був сином царя Еагра і музи Калліопи, народився і ріс у Фракії. Орфей отримав в дар від Аполлона золоту ліру, яка стала його основним інструментом. Спів Орфея та його гра на лірі зачаровували не тільки людей, а й звірів, дерева, скелі; від його пісень заспокоювалося навіть розбурхане море. Цим пояснювали дивну форму дубів Фракії — вони затанцювали від музики Орфея і застигли покрученими, коли музика стихла.
За переказом, Орфей був одним з аргонавтів, приєднавшись до нього після відвідання Єгипту. Своєю чудовою грою на кіфарі та співом багато чим допомагав їм у скрутні хвилини. По поверненню одружився з німфою Евридікою, яку також називають Агріопою, і оселився з нею серед дикунів кіконів у Фракії.
Одного разу в долині Пенею Евридіку перестрів Арістей і забажав оволодіти нею. Тікаючи, Евридіка наступила на отруйну змію, від укусу якої померла. Орфей вирушив повернути її зі світу мертвих, глибин Тартару. Крізь розщелину біля Аорна, що в Феспротиді, Орфей спустився під землю до Тартару. Перевізник душ, старий Харон, не схотів везти його до бога Аїда, але почувши чарівну гру на кіфарі, переправив співця через Стікс. Розчулений натхненною музикою, Аїд погодився відпустити Еврідіку. За однією версією, Персефона дозволила Орфеєві вивести Еврідіку на землю, але з умовою, що він не гляне на дружину, поки не ввійде з нею до свого будинку. Орфей вже біля виходу на поверхню обернувся пересвідчитися, що дружина дійсно йде слідом і в ту ж мить вона назавжди зникла в глибинах царства мертвих.
Орфей відкидав культи Діоніса і зневажав криваві жертви й оргії. Натомість він поклонявся богу сонця Геліосу і щоранку молився йому на горі Пангей. Діоніс помстився співцеві, пославши до нього і його прибічників менад (вакханок). Ті скористалися тим, що чоловіки лишили зброю перед храмом Геліоса, ввірвалися всередину і повбивали беззбройних. Орфея вони роздерли надвоє, а його голову викинули в річку Гебр. Згодом голову винесло в море до острова Лесбос.
Також за переказами Орфей проповідував про любов до власної статі, чим розгнівав Діоніса й Афродіту, котрі вчили любити протилежну стать. Інші боги не схвалили вбивства Орфея, тому Діонісу довелося врятувати виконавців злочину, менад, від кари, обернувши їх на дуби. Фракійські чоловіки відтоді стали татуювати своїх жінок у пам'ять про вбивство, скоєне менадами.
Останки Орфея знайшли і зібрали музи. Вони поховали розірване тіло Орфея на підніжжі гори Олімп у Лібетрі. З того часу солов'ї тієї місцевості співали гарніше, ніж будь-де іще. Менади, зрозумівши який злочин вчинили, спробували змити кров у річці Гелікон. Але бог річки забрав води під землю і вивів нову річку Бафіра за кілька миль звідти. Орфеєва голова набула чарівних якостей. Лемноський змій, що заздрив Орфею і напав на голову, був обернений на камінь Аполлоном. Голову поховали в печері біля Антісси, де вона пророкувала, не змовкаючи днями і ночами. Люди перестали відвідувати оракулів богів, слухаючи тільки її. Аполлон припинив це, з'явившись у печері і наказавши голові замовкнути. Ліра Орфея приплила на Лесбос, де її помістили в храмі Аполлона. Згодом на прохання Аполлона і муз цей інструмент було перетворено на сузір'я Ліри.
За іншим варіантом Орфея вбив блискавкою Зевс за розголошення божественних таємниць. Співцеві також приписували введення містерій Аполлона, Гекати і Деметри.

## У мистецтві

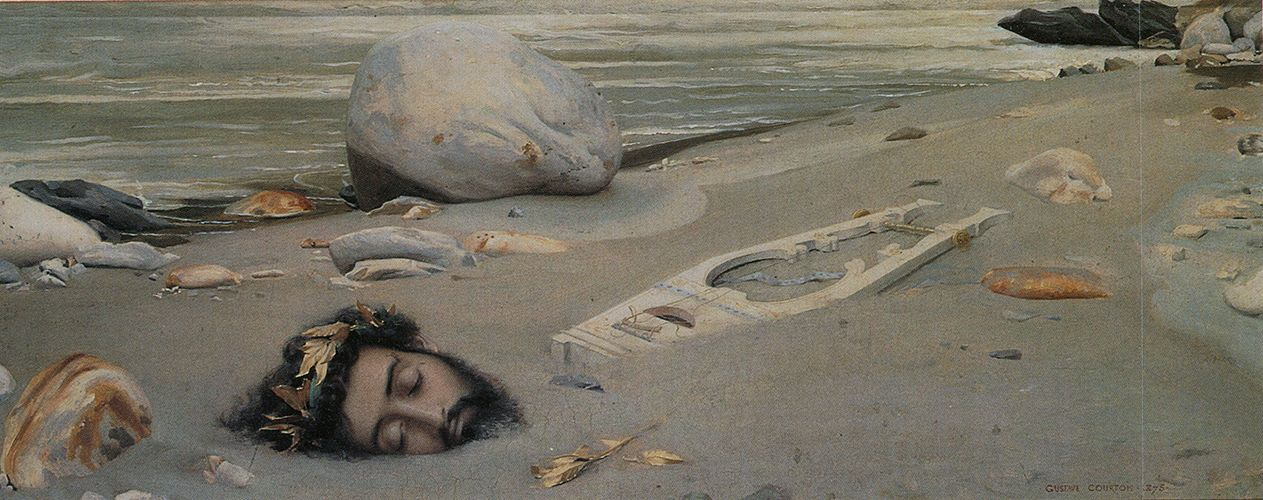
Густав Куртуа. Орфей. 1875

Міф про загибель Орфея подібний до переказу про Ліна, якого іноді вважали предком, учителем або братом співця. Перекази про Орфея були дуже популярні в античні часи. До нас дійшли зображення фрагментів міфу на вазах, фресках тощо. Християнство перших віків вважало Орфея миротворцем, про прихід якого сповіщав старозавітний пророк Ісая.
Міф про Орфея надихав багатьох драматургів (Есхіл, Евріпід), художників (Рубенс, Кардуччі, Роден, Доменікіно, Канова тощо), композиторів (Ференц Ліст, Глюк, Гайдн, Жак Оффенбах, Стравинський тощо).
Поет-неокласик Микола Зеров використав мотив Орфея і Еврідіки в «Сонетах для Гелени».